# 윌 윤 리
윌 윤 리(Will Yun Lee, 한국명: 이상욱, 1971년 3월 22일 ~ )는 미국 버지니아주 알링턴에서 태어난 한국계 미국인 배우이자 무술가이다.  미드 《굿닥터》의 닥터 알렉스 박 역할로 잘 알려져 있으며, 《007 어나더데이》, 《엘렉트라》, 《더 울버린》, 《샌 아드레아스》, 《토탈 리콜》과 같은 영화에 출연했다.

## 생애
어머니는 정자 리이며, 아버지 수웅 리(Soo Woong Lee)는 태권도 그랜드 마스터이다. 그는 아버지 손에서 자랐다. 세 살 때부터 태권도를 배우기 시작했으며, 어린 시절의 오랜 시간을(13세~22세) 가족이 운영하는 캘리포니아주 나파의 태권도 도장에서 보냈다. 2013년에 태권도 검은띠를 재취득했으며, 이 여정을 다룬 3부작 영상 시리즈 《Back to Black: The Training of Will Yun Lee》를 통해 아버지와의 모습을 공개했다.
리의 어린 시절은 미국 전역을 옮겨 다니며 보냈고, 총 23개의 학교에 다녔다. 이후 리는 UC 버클리에서 체육 장학생으로 정치학과 민족학을 전공했다.

## 경력
그는 애초에 《007 어나더데이》에 캐스팅된 배우는 아니었다. 007 어나더데이에서 조선인민군의 문대좌의 배역에 차인표가 캐스팅 선상에 올랐으나 영화상에서 대한민국을 비하하는 내용이 묘사된 관계로 차인표가 배역을 거절하자 그가 대신 맡게 되었다.
FX 네트웍스의 TV 시리즈물인 《Thief》, ABC 패밀리의 《Fallen》, NBC의 공상과학 TV 드라마인 《바이오닉 우먼》에 출연했다. 이후 윌윤 리는 명작게임을 영화화한 《더 킹 오브 파이터즈》에서 거의 주연에 가까운 배역인 야가미 이오리의 배역을 받아 출연했다. 보아의 헐리우드 영화 《메이크 유어 무브》 에 오빠역으로 출연하기도 했다.
《하와이 파이브-0》에서 Sang Min역으로 반복 출연했고, 《트루 블러드》에서는 Mr. Gus역으로 출연했다. 또한 제임스 맨골드의 《더 울버린》 (2013)에서 Kenuichio Harada역을 맡았다. 2018년 넷플릭스 SF 시리즈 《얼터드 카본》에서 주인공 타케시 코바치의 원래 육체를 연기했다.
그의 목소리는 스퀘어 에닉스의 홍콩 오픈 월드 범죄 게임 《슬리핑 독스》의 주인공 Wei Shen역에 사용되었다.
2002년, 피플 매거진은 리를 "50명의 가장 아름다운 사람들" 중 한 명으로 선정했고, 이는 중요한 역으로 캐스팅되는 기회로 이어졌다. 2007년 11월, "가장 섹시한 남자 15명" 중 한 명으로 선정되었다.
아시아계 미국인 남성의 할리우드 내 위상에 관한 제프 아다치의 2006년 다큐멘터리 The Slanted Screen에 인터뷰이로 출연했으며, 머라이어 캐리의 Boy (I Need You)와 아이스 큐브의 (Roll Call) 뮤직 비디오에도 등장했다.

## 사생활
2010년 10월, 리는 루이지애나주 슈리브포트에서 배우 제니퍼 버밍엄과 결혼했다. 아들 Cash는 2013년 6월에 태어났으며, 세 살 때 뇌혈관 희귀 질환인 모야모야병 진단을 받았다.
몇 차례 방한 한 적이 있으며 박찬욱 감독의 《올드보이》를 좋아한다고 하며 《조폭마누라》, 《엽기적인 그녀》, 《친구》도 좋아한다고. 방한 했을 당시 복지관 아이들에게 태권도를 가르치는 봉사활동을 하기도 했다.

## 출연작 목록

### 영화
| 연도 | 제목                            | 원제                               | 배역              | 비고          |
| ---- | ------------------------------- | ---------------------------------- | ----------------- | ------------- |
| 2000 | 위치블레이드                    | Witchblade                         | 대니 우           | TV 영화       |
| 2000 | 궁푸: 뉴 드래곤                 | Gung Fu: The New Dragon            | 대니              |               |
| 2000 | 요리가 뭐죠                     | What's Cooking?                    | 지미 응우옌       |               |
| 2002 | 007 어나더데이                  | Die Another Day                    | 문단선 대령       |               |
| 2002 | 포 리즌스                       | Four Reasons                       | 붓다              | 감독 데뷔작   |
| 2002 | 페이스                          | Face                               | 대니얼 챙         |               |
| 2004 | 토크                            | Torque                             | 밸                |               |
| 2005 | 엘렉트라                        | Elektra                            | 키리기            |               |
| 2005 | 더 시드                         | The Seed                           | 켄 마카도         | 단편          |
| 2007 | 허스                            | Hers                               | 루커스            |               |
| 2010 | 더 킹 오브 파이터즈             | The King of Fighters               | 야가미 이오리     |               |
| 2011 | 길과 태양이 만나는 곳           | Where the Road Meets the Sun       | 다카시            |               |
| 2011 | 셋 업                           | Setup                              | 조이              |               |
| 2011 | 섹스 후, 5일간의 여행           | Five Star Day                      | 새뮤얼 김         |               |
| 2011 | 오카                            | Oka!                               | 이                |               |
| 2012 | 토탈 리콜                       | Total Recall                       | 마레크            |               |
| 2012 | 레드 던                         | Red Dawn                           | 조 대위           |               |
| 2013 | 슈퍼맨: 언바운드                | Superman: Unbound                  | 패러솔저 리더     | 애니메이션    |
| 2013 | 메이크 유어 무브                | Make Your Move 3D                  | 카즈              |               |
| 2013 | 애. 진. 승                      | Lost for Words                     | 스탠퍼드          |               |
| 2013 | 4명의 암살자                    | Four Assassins                     | 마커스            |               |
| 2013 | 더 울버린                       | The Wolverine                      | 하라다 케누이치오 |               |
| 2015 | 스파이                          | Spy                                | 티머시 크레스     |               |
| 2015 | 파워/레인저                     | Power/Rangers                      | 클랭크 장군       | 팬메이드 단편 |
| 2015 | 산 안드레아스                   | San Andreas                        | 김 박             |               |
| 2016 | 회복된 나                       | Restored Me                        | 트레버 강         |               |
| 2016 | 그녀에겐 이름이 있다            | She Has a Name                     | 아카라트          |               |
| 2018 | 커널 스트리트                   | Canal Street                       | 행크 추           |               |
| 2018 | 램페이지                        | Rampage                            | 박 요원           |               |
| 2019 | 로그 워페어                     | Rogue Warfare                      | 대니얼            |               |
| 2020 | 로그 워페어 2: 더 헌트          | Rogue Warfare 2: The Hunt          | 대니얼            |               |
| 2020 | 로그 워페어 3: 데스 오브 네이션 | Rogue Warfare 3: Death of a Nation | 대니얼            |               |
| 2021 | 위시 드래곤                     | Wish Dragon                        | 딘의 아버지       | 애니메이션    |

### 텔레비전 드라마
| 연도      | 제목                       | 원제                           | 배역          | 비고                                      |
| --------- | -------------------------- | ------------------------------ | ------------- | ----------------------------------------- |
| 1997      | 내시 브리지스              | Nash Bridges                   | 퀵            | "Gun Play" 에피소드                       |
| 1998      | 프로파일러                 | Profiler                       | 앤드루 영     | "Ties That Bind" 에피소드                 |
| 1998      | 브림스톤                   | Brimstone                      | 로저          | "Poem" 에피소드                           |
| 1999      | 브이아이피                 | V.I.P.                         | 보비 우       | "Mao Better Blues" 에피소드               |
| 2001      | 에이전시                   | The Agency                     | 샘            | "The Year of Living Dangerously" 에피소드 |
| 20101-02  | 위치블레이드               | Witchblade                     | 대니 우       | 23회분 출연                               |
| 2003-04   | 10-8: 오피서 온 듀티       | 10-8: Officers on Duty         | 대니 챙       | 2회분 출연                                |
| 2004      | 스리트 매트릭스            | Threat Matrix                  | 대니 로       | "PPX" 에피소드                            |
| 2004      | 로앤오더                   | Law & Order                    | 히로지 요시다 | "Gaijin" 에피소드                         |
| 2006      | 시프                       | Thief                          | 빈센트 챈     | 미니시리즈                                |
| 2006      | CSI 과학수사대             | CSI: Crime Scene Investigation | 데니스 김     | "Time of Your Death" 에피소드             |
| 2006      | 쓰나미 그 후               | Tsunami: The Aftermath         | 차이          | 미니시리즈                                |
| 2007      | 허슬                       | Hustle                         | 시로          | "Conning the Artists" 에피소드            |
| 2007      | 폴른                       | Fallen                         | 마자린        | 4회분 출연                                |
| 2007      | 바이오닉 우먼              | Bionic Woman                   | 제이 김       | 7회분 출연                                |
| 2010-17   | 하와이 파이브-O            | Hawaii Five-0                  | 상민          | 11회분 출연                               |
| 2014      | 트루 블러드                | True Blood                     | 거스          | 5회분 출연                                |
| 2014      | 인텔리전스                 | Intelligence                   | 진 콩         | 2회분 출연                                |
| 2015      | 스트라이크 백              | Strike Back: Legacy            | 권            | 5회분 출연                                |
| 2015      | 닥터 켄                    | Dr. Ken                        | 케빈 오코널   | "Kevin O'Connell" 에피소드                |
| 2015      | 더 플레이어                | The Player                     | 리우 젱       | "House Rules" 에피소드                    |
| 2016-18   | 폴링 워터                  | Falling Water                  | 타카          | 주연                                      |
| 2018-20   | 얼터드 카본                | Altered Carbon                 | 타케시 코바치 | 12회분 출연                               |
| 2018-현재 | 굿 닥터                    | The Good Doctor                | 알렉스 박     | 주연                                      |
| 2021-22   | 블레이드 러너: 블랙 로터스 | Blade Runner: Black Lotus      | 조지프        | 애니메이션                                |
| 2022      | 가디언스 오브 저스티스     | The Guardians of Justice       | 마벨러스맨    | 주연                                      |

### 비디오 게임 성우
- 슬리핑 독스(2012) - 웨이 셴 역
- 세인츠 로우 IV(2013) - 가상 스틸포트의 목소리 역
- 모탈 컴뱃 X(2015) - 쿵 라오 역
- 용과 같이 7: 빛과 어둠의 행방(2020) - 아라카와 마사토 역

## 인용
1. ↑  씨네21 (2004년 7월 6일). “한국계 배우 윌 윤 리, 에 출연”. 2024년 11월 2일에 확인함.
2. ↑  키노라이츠. “윌윤리 필모그래피 키노라이츠”. 2024년 11월 2일에 확인함.
3. ↑  “March Issue: Something Worth Fighting For - Character Media” (미국 영어). 2014년 3월 29일. 2024년 11월 2일에 확인함.
4. ↑  USA, Martial Arts. “Martial Arts USA” (미국 영어). 2024년 11월 2일에 확인함.
5. 1 2  “기독교온리원교육연합회 : 네이버 카페”. 2024년 11월 2일에 확인함.
6. ↑  “윌윤리, "외모가 혼혈? 부모님 모두 한국사람!"[스타 in 부산]”. 2024년 11월 2일에 확인함.
7. ↑  “March Issue Something Worth Fighting For KoreAm Journal”. 2015년 10월 23일. 2015년 10월 23일에 원본 문서에서 보존된 문서. 2024년 11월 2일에 확인함.
8. ↑  Daswani, Kavita (2020년 3월 14일). “Actor Will Yun Lee reflects on the many meanings of his studio” (미국 영어). 2024년 11월 2일에 확인함.
9. ↑  Star-Telegram, Ft Worth (2000년 11월 25일). “WHAT’S COOKING FOR WILL YUN LEE?” (미국 영어). 2024년 11월 2일에 확인함.
10. ↑  주, 성철 (2014년 4월 23일). “‘배우 보아’를 발견하는 순간 <메이크 유어 무브>”. 2024년 11월 3일에 확인함.
11. ↑  “‘얼터드 카본’ 한국계 배우 윌 윤 리 주목…태권도로 다져진 액션”. 2018년 2월 8일. 2024년 11월 2일에 확인함.
12. ↑  “AmIAnnoying.com - People Magazine's 50 Most Beautiful People [2002]”. 2024년 11월 2일에 확인함.
13. ↑  “The Sexiest Men Alive - WILL YUN LEE - Sexiest Man Alive, : People.com”. 2008년 1월 17일. 2008년 1월 17일에 원본 문서에서 보존된 문서. 2024년 11월 2일에 확인함.
14. ↑  “Mariah Carey - Boy (I Need You) (Official Music Video) ft. Cam'Ron”.
15. ↑  “Lil Jon & The East Side Boyz - Real N***a Roll Call (feat. Ice Cube) (Official Music Video)”.
16. ↑  “Nick Lachey Is Real-Life Wedding Singer - Couples, Nick Lachey, Vanessa Minnillo : People.com”. 2010년 11월 1일. 2010년 11월 1일에 원본 문서에서 보존된 문서. 2024년 11월 2일에 확인함.
17. ↑  “Will Yun and Jennifer Birmingham Lee Welcome Son Cash – Moms & Babies – Moms & Babies - People.com”. 2013년 6월 11일. 2015년 7월 5일에 원본 문서에서 보존된 문서. 2024년 11월 2일에 확인함.
18. ↑  오, 정연 (2005년 3월 31일). “할리우드에서 살아남은 아시안 스타, <엘렉트라>의 윌 윤 리”. 2024년 11월 3일에 확인함.
19. ↑  “뉴스 : 네이버 엔터”. 2024년 11월 2일에 확인함.
20. ↑  “한채영 남원시 명예시민에 위촉”. 2005년 3월 21일. 2024년 11월 2일에 확인함.